# Petiville (Calvados)
Petiville település Franciaországban, Calvados megyében. Lakosainak száma 559 fő (2022. január 1.). Petiville Bavent és Varaville községekkel határos.

## Népesség
A település népessége az elmúlt években az alábbi módon változott:
| Lakosok száma | 163  | 271  | 400  | 473  | 508  | 487  | 508  | 534  | 547  | 559  |
|               | 1968 | 1982 | 1990 | 2006 | 2013 | 2015 | 2017 | 2019 | 2020 | 2022 |